# 马拉亚尔
马拉亚尔是巴西伯南布哥州的一个市镇。总面积197.64平方公里，总人口12293人，人口密度62.2人/平方公里。